# Paul Stinckens
Paul Stinckens (Weert, 25 de junio de 1953) es un deportista belga que compitió en piragüismo en la modalidad de aguas tranquilas. Ganó dos medallas en el Campeonato Mundial de Piragüismo en los años 1973 y 1974.
Participó en tres Juegos Olímpicos de Verano entre los años 1972 y 1980, sus mejores actuaciones fueron dos cuartos puestos logrados en las semifinales de la prueba de K4 1000 m, en las ediciones de Múnich 1972 y Montreal 1976.

## Palmarés internacional
| Campeonato Mundial | Campeonato Mundial        | Campeonato Mundial | Campeonato Mundial |
| Año                | Lugar                     | Medalla            | Evento             |
| ------------------ | ------------------------- | ------------------ | ------------------ |
| 1973               | Tampere (Finlandia)       | Medalla de bronce  | K2 10 000 m        |
| 1974               | Ciudad de México (México) | Medalla de plata   | K2 10 000 m        |